# BIZ-Turm
Der BIZ-Turm, seltener BIZ-Hochhaus, ist ein 69,5 Meter hohes Verwaltungshochhaus und Hauptsitz der Bank für Internationalen Zahlungsausgleich (BIZ) in Basel. Das vom Architekten Martin Burckhardt entworfene und von 1972 bis 1977 erbaute Hochhaus ist eine Landmarke des Centralbahnplatzes und der Stadt Basel. Es war vom Errichtungsjahr bis 2003 das dritthöchste Haus der Stadt. Der BIZ-Turm prägt durch seine markante Silhouette die Skyline Basels und war in der Farbgebung und Ästhetik für einige Geschäfts- und Verwaltungsbauten in den 1970er Jahren stilgebend.
Aufgrund eines Sonderabkommens und internationaler Vereinbarungen hat das Gebäude einen rechtlichen Sonderstatus (Art. 3 Abkommen vom 10. Februar 1987). Neben der Funktion als Verwaltungssitz dient das Bauwerk der BIZ regelmässig für internationale Tagungen und Konferenzen.

## Funktion und Sonderstatus
Der BIZ-Turm dient in erster Linie der BIZ als Verwaltungs- und Hauptsitz. Zusammen mit dem Botta-Gebäude am Aeschenplatz beherbergt die Bank rund 600 Arbeitsplätze. Das im Untergeschoss befindliche Archiv der BIZ gehört zur Liste der Kulturgüter von nationaler Bedeutung im Kanton Basel-Stadt.
Darüber hinaus ist der BIZ-Turm im zweimonatlichen Turnus regelmässiger Tagungsort von Entscheidungsträgern des IWF und nationaler Zentralbanken. Der informelle Austausch – der sogenannte Basler Prozess – dient der Kooperation zwischen den Zentralbanken und weiteren Gremien und gilt als wesentlicher Pfeiler der internationalen Finanzstabilitätsdiskussion. In diesem Rahmen treffen sich jährlich über 5000 Teilnehmende an den von der BIZ organisierten Veranstaltungen. Dazu gehören internationale Ausschüsse und normsetzende Instanzen, wie beispielsweise der für das Regelwerk Basel III bekannte Basler Ausschuss für Bankenaufsicht.
Für die BIZ gilt, ähnlich wie für die Vereinten Nationen, das IKRK oder den IWF, ein Sonderstatus. Mitarbeiter im Finanzbereich erhalten Immunität und dürfen nicht durchsucht werden. Auch dem Gebäude mit all seinen Teilen kommt eine Sonderrolle zu. Das Gebäude und das Gelände wird ähnlich wie eine Botschaft behandelt und ist unverletzbar (Schweizer Sprachgebrauch) bzw. unverletzlich (deutscher Sprachgebrauch). Es ist Teil des Schweizer Staatsgebiets, auf dem die nationale Hoheitsgewalt jedoch nur eingeschränkt durchsetzbar ist.
Schweizer Behörden erhalten nur dann Zutritt, wenn der Präsident oder der Generaldirektor der BIZ die Erlaubnis erteilt und auf die grundsätzliche Unverletzlichkeit des Territoriums verzichtet. Dieser Umstand wird von der Presse umgangssprachlich, etwas vereinfacht aber rechtlich nicht ganz zutreffend, häufig als exterritorialer Status bezeichnet. Dieser Sonderstatus wird von einem ab dem 1. Januar 1987 in Kraft getretenen Abkommen geregelt, welches das BIZ mit dem Schweizer Bundesrat geschlossen hat. Das Abkommen hat seinen Ursprung in einem Abkommen vom 20. Januar 1930, das auf der Haager Konferenz zustande kam. Für den Zutritt von Schweizer Behörden, einschliesslich der Polizei, braucht es die Genehmigung durch den BIZ-Präsidenten oder Generaldirektor.

## Geschichte

### Vorgeschichte
Mit der Gründung der BIZ wurde im Januar 1930 Basel als Sitz der Gesellschaft bestimmt. Aus diesem Grund mietete die Organisation für ihre Veranstaltungen und Treffen zunächst für zwei Jahre das Grand Hôtel et Savoy Hôtel Univers am Basler Centralbahnplatz an. Dieses Provisorium wurde zunächst angemietet und ab 1949 käuflich erworben und blieb effektiv bis in die 1970er Jahre bestehen.
Der zunehmende Platzbedarf führte in den Jahren 1954 bis 1966 zu einer Beauftragung des Architekten Martin Burckhardt, eine Reihe von Bauprojekten auszuarbeiten, welche auf der in Bankbesitz befindlichen Parzelle von rund 3300 Quadratmetern realisierbar wären. Es zeigt sich, dass das Vorhaben auf dieser Basis den Anforderungen nicht gerecht werden konnte. Aus diesem Grund wurde in den Jahren 1966 bis 1972 nach und nach von der BIZ das rund 7500 Quadratmeter grosse Areal in Bahnhofsnähe erworben, auf dem ihr aktueller Hauptsitz steht. Martin Burckhardt reichte 1969 drei Entwürfe für dieses neue Landstück ein. Der Verwaltungsrat der BIZ entschied sich zunächst für die Variante, in der ein 82 Meter hoher zylindrischer Turm mit 24 Stockwerken vorgesehen war. Aufgrund des Einspruchs des Basler Heimatschutzes, die Bauwerkshöhe würde die historische Silhouette der Stadt beeinträchtigen, wurde der ursprüngliche Entwurf – vegetative Gestaltung genannt – auf 69,5 Meter und 20 Stockwerke reduziert. Im Gegensatz zum ursprünglichen Vorschlag sah das Modell einen «taillierten» Zylinder mit Kapazität für 300 Angestellte vor.

### Bau
Ein Referendum der Stadtbevölkerung nahm mit einer Zustimmung von 69 % diesen Entwurf an, so dass 1972 mit den Bauarbeiten begonnen werden konnte. Für die Gründung des Hochhauses wurde eine Baugrube bis 15 Meter Tiefe erstellt. Die Grundsteinlegung erfolgte am 14. Mai 1973.
Der Baugrund im Rheinschotter bestand aus Kiessandmaterial. Die Baugrube wurde vertikal durch Unterfangungselemente abgeschlossen und mit Hilfe von Alluvialankern verstärkt. Der Grundwasserspiegel befand sich 2 bis 3 Meter unterhalb der Baugrubensohle; 4 bis 9 Meter unter dieser lag die Oberfläche des Cyrennenmergels. Die in vier Arbeitsphasen unterteilten Vermessungsarbeiten dienten den Absteckungen auf Erdgeschosshöhe, dem Hochbau und den Arbeiten im Bauwerksinneren. Die Messungen wurden mithilfe von Präzisionstheodoliten und der Vorwärtsschnitt-Methode durchgeführt. Bis zum vierten Obergeschoss konnten Hochziele an den Dachbrüstungen der umgebenden Bauwerke angebracht werden, ab dem fünften Obergeschoss wurden Fixpunkte im Inneren des Rundbaus verlegt. Bei Fertigstellung des Kerns auf einer Höhe von 69 Metern im Dachgeschoss ergab die Kontrollmessung eine Abweichung innerhalb der Toleranzgrenze von ± 2 Millimetern. Das Richtfest des BIZ-Turms wurde am 25. April 1975 begangen.
Nach dem Innenausbau konnte am 21. März 1977 der Geschäftsbetrieb aufgenommen, und am 19. April die erste Sitzung des Verwaltungsrates abgehalten werden. Am 9. Mai desselben Jahres erfolgte die offizielle Einweihung. Der BIZ-Turm war zum Errichtungszeitpunkt das dritthöchste Hochhaus der Stadt und das höchste im Stadtzentrum.

### Seit Erbauung
Mit der Ausweitung des Tätigkeitsbereiches und des damit einhergehenden gestiegenen Personalbedarfs rief die BIZ 1997 einen internationalen Architekturwettbewerb zur Umgestaltung des Verwaltungshochhauses aus. Diesen gewann der japanische Architekt Toyo Ito mit seinem Büro, dessen Entwurf zwei Türme vorsah. Die Umgestaltung wurde jedoch nie verwirklicht. Stattdessen erwarb die BIZ im Mai 1998 ein von Mario Botta am Basler Aeschenplatz gestaltetes Gebäude, in welchem ursprünglich die UBS beheimatet war. Dieses moderne Gebäude mit sechs Ober- und sechs Untergeschossen sowie die angrenzende neobarocke Villa wurden von der BIZ nach dem Kauf umfassend für ihre Zwecke umgebaut. Seit 1999 nutzt sie es als Zweitgebäude, in welchem die Bankabteilung, das Risikocontrolling und die IT-Abteilung beherbergt sind.
Seit Eröffnung des BIZ-Turms hat sich die Zahl der Sitzungen auf 300 und die ihrer Teilnehmer auf 9'000 jährlich erhöht; Gleiches gilt für den Personalbedarf, so dass die BIZ seit 2014 zusätzliche Erweiterungsmöglichkeiten evaluiert. Dazu hat die BIZ zum weiteren Ausbau eine Zonenänderung für das Areal unmittelbar südlich des heutigen Turms beim Kanton eingereicht. Geplant ist ein mehrgeschossiger Bau, der sich dem Sockelbau des BIZ-Turms anfügen soll. Im Jahr 2014 begleitete das Büro Herzog & de Meuron die Baupläne. Der Baustart sollte allerdings nicht vor 2020 erfolgen, und die konkrete Bauausführung sollte über einen Architekturwettbewerb entschieden. Die bisherige Bruttogeschossfläche von 30'000 Quadratmetern sollte dann auf 68'000 Quadratmeter anwachsen.
Mitte Dezember 2022 wurde bekanntgegeben, dass die BIZ aus Platzgründen einen zum BIZ-Turm benachbarten, 107 Meter hohen Neubau plant, der den bestehenden BIZ-Turm ergänzen soll. Die Entwürfe zu diesem Hochhaus stammen von den Architektenbüros Elemental aus Santiago de Chile in Zusammenarbeit mit Nissen Wentzlaff aus Basel. Ihre Baupläne gingen einstimmig als Projektgewinner beim im Juni 2021 ausgelobten Architektenwettbewerb hervor, an dem sich elf Unternehmen beteiligt hatten.

## Beschreibung

### Lage und Umgebung

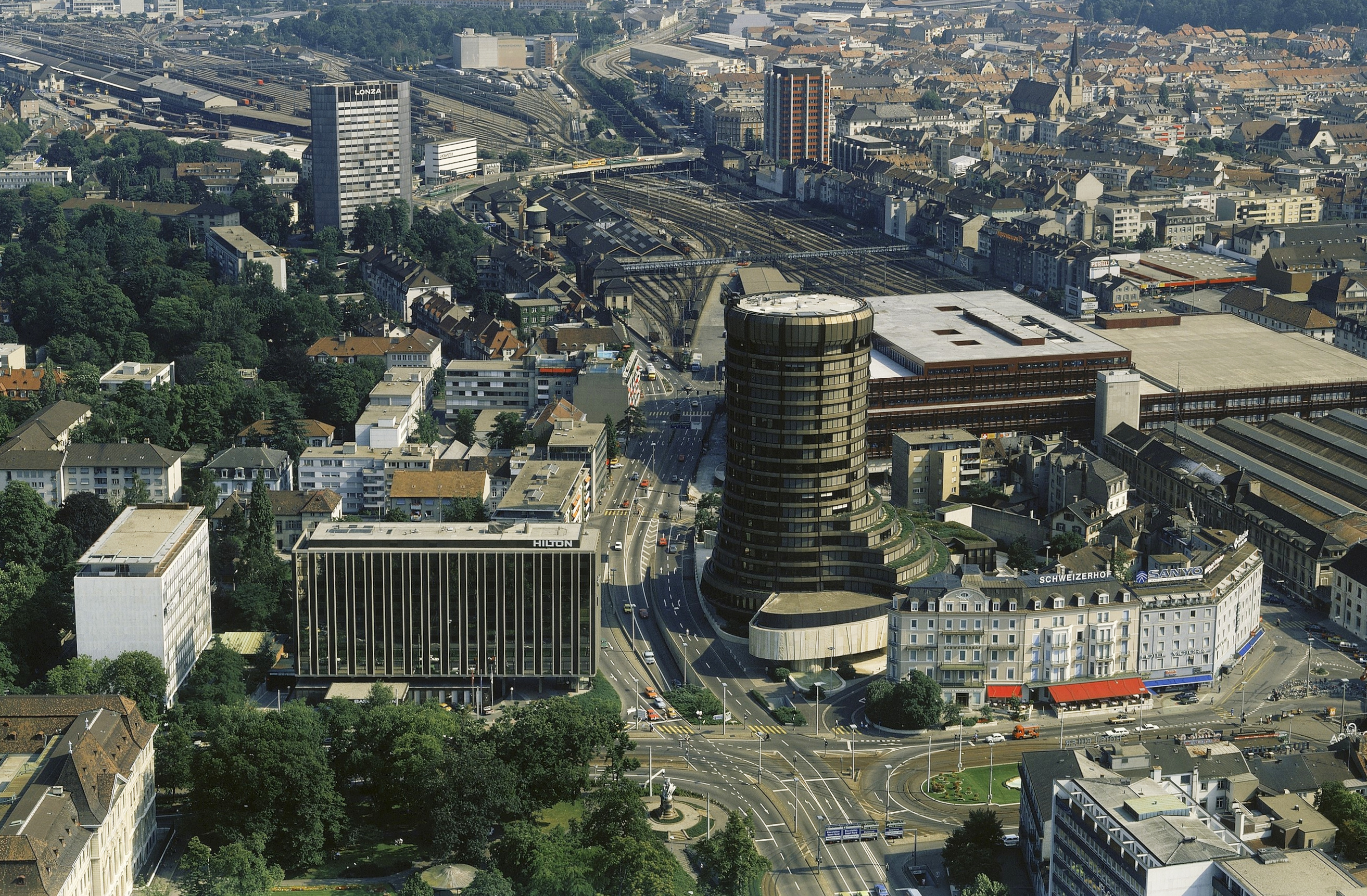
Luftbild von Nord-Westen (1978) mit BIZ-Turm, der Nauenstrasse, im Hintergrund links das Lonza-Hochhaus

Der BIZ-Turm befindet sich am nordöstlichen Rand des Centralbahnplatzes, einem zentralen Verkehrsknotenpunkt in Basel; an seiner Südseite befindet sich der Bahnhof Basel SBB. Das Gebäude steht auf einem viereckigen Grundstück, welches von der Heumattenstrasse im Westen, der Centralbahnstrasse im Süden und der Gartenstrasse im Osten begrenzt wird. Die gesamte Grundstücksfläche ist im Besitz der BIZ. Die nördlich verlaufende mehrspurige Nauenstrasse ist eine innerstädtisch stark befahrene West-Ost-Achse. Auf Höhe des BIZ-Turms befindet sich die Rampe des östlichen Portals zum Nauentunnel, der den mittleren Teil der Nauenstrasse unterirdisch verlaufen lässt. Mit fünf Linien der Basler Strassenbahn liegt das BIZ ebenfalls an einem Knotenpunkt des öffentlichen Nahverkehrs.
In unmittelbarer Nachbarschaft zum BIZ-Turm befinden sich die Post 2, Hotel Schweizerhof, Verwaltungsgebäude der Basler Versicherung und vis-à-vis der Strassenkreuzung das Strassburger Denkmal und der Park Elisabethenanlage. Im Jahr 2020 ist nördlich des BIZ-Turms auf der Fläche des 2016 abgerissenen Hotel Hilton der Baloise Park mit dem 89 Meter hohen Baloise Hochhaus entstanden.

### Architektur und Bautechnik

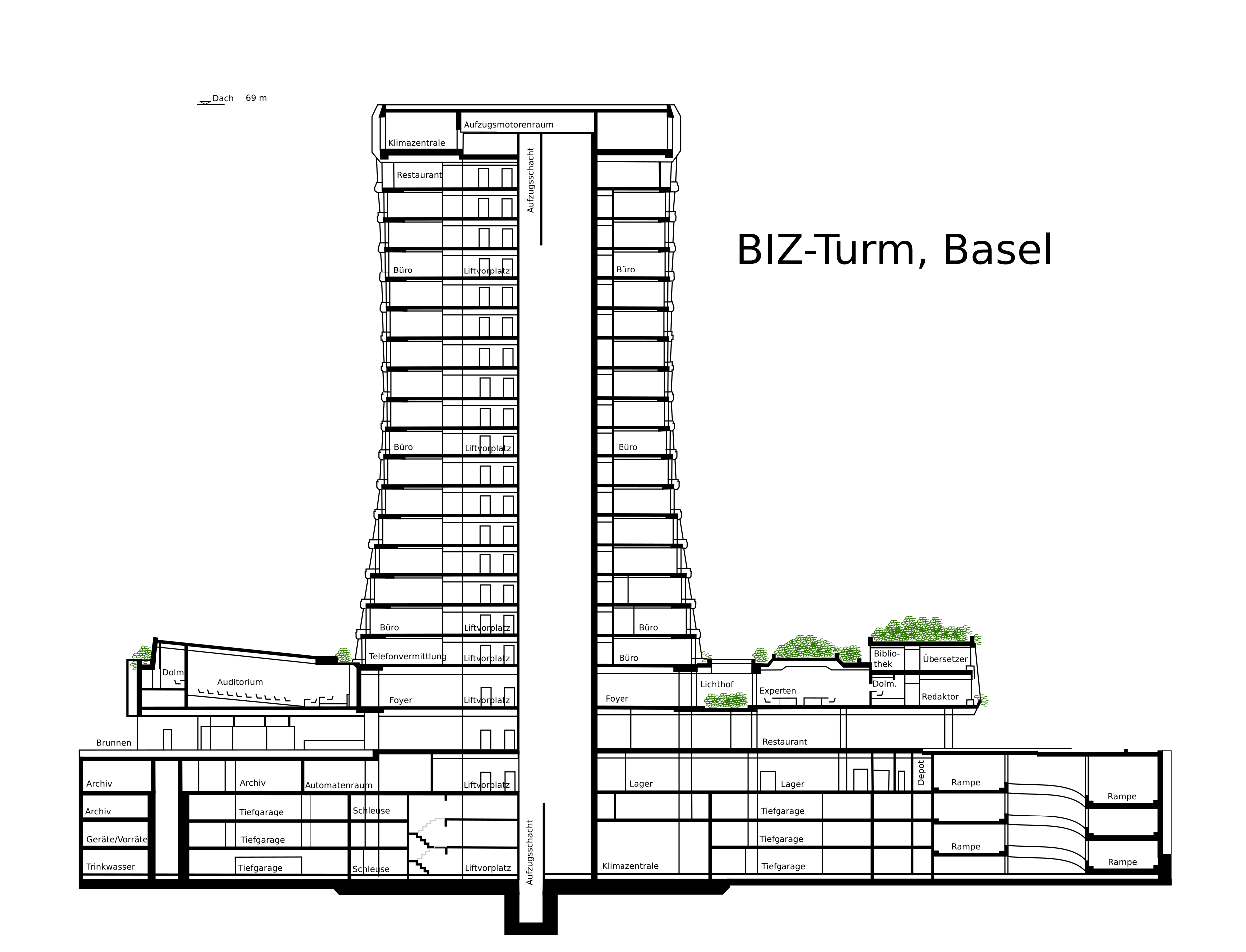
Schnittdarstellung (Nordwest-Südost-Richtung) durch den zylindrischen Kern des BIZ-Turms

Das 69,5 Meter hohe Verwaltungs- und Konferenzgebäude in Form einer Rotunde hat seinen Haupteingang in der Ecke Nauenstrasse/Heumattstrasse. Das Bauwerk mit konkaver Linienführung weist ein Erdgeschoss und 19 Obergeschosse sowie vier Untergeschosse auf, die eine Tiefgarage für rund 300 Fahrzeuge, Werkstätten, Archivräume, Räume für technische Anlagen, einen Luftschutzkeller sowie eine Krankenstation umfassen. In den unteren Stockwerken weist der kreisförmige Grundriss des Bauwerks einen Durchmesser von rund 30 Metern auf.
Die kreisförmigen Geschosse haben einen zylindrischen Kern als Versorgungsschacht, in dem unter anderem die Aufzuganlagen untergebracht sind. Die kupferfarbene Fassade besteht aus einer hyperboloiden Hülle, die aus zwölf tragenden Stahlstützen besteht, und einheitlich eingesetzten verglasten Metallelementen. Jedes Stockwerk besteht aus 72 Fassadenelementen aus geschliffenem und im Colinalverfahren eloxiertem Aluminium. Davon sind 60 Elemente fest verglast und zwölf als Vollelemente ausgebildet, hinter denen sich die tragenden Hauptpfeiler verbergen. Die Stahlteile sind feuer- und spritzverzinkt; bei der Verglasung handelt es sich um Sonnenschutzglas. Für den Fassadenunterhalt stehen zwei aussen verlaufende Anlagen zur Verfügung.

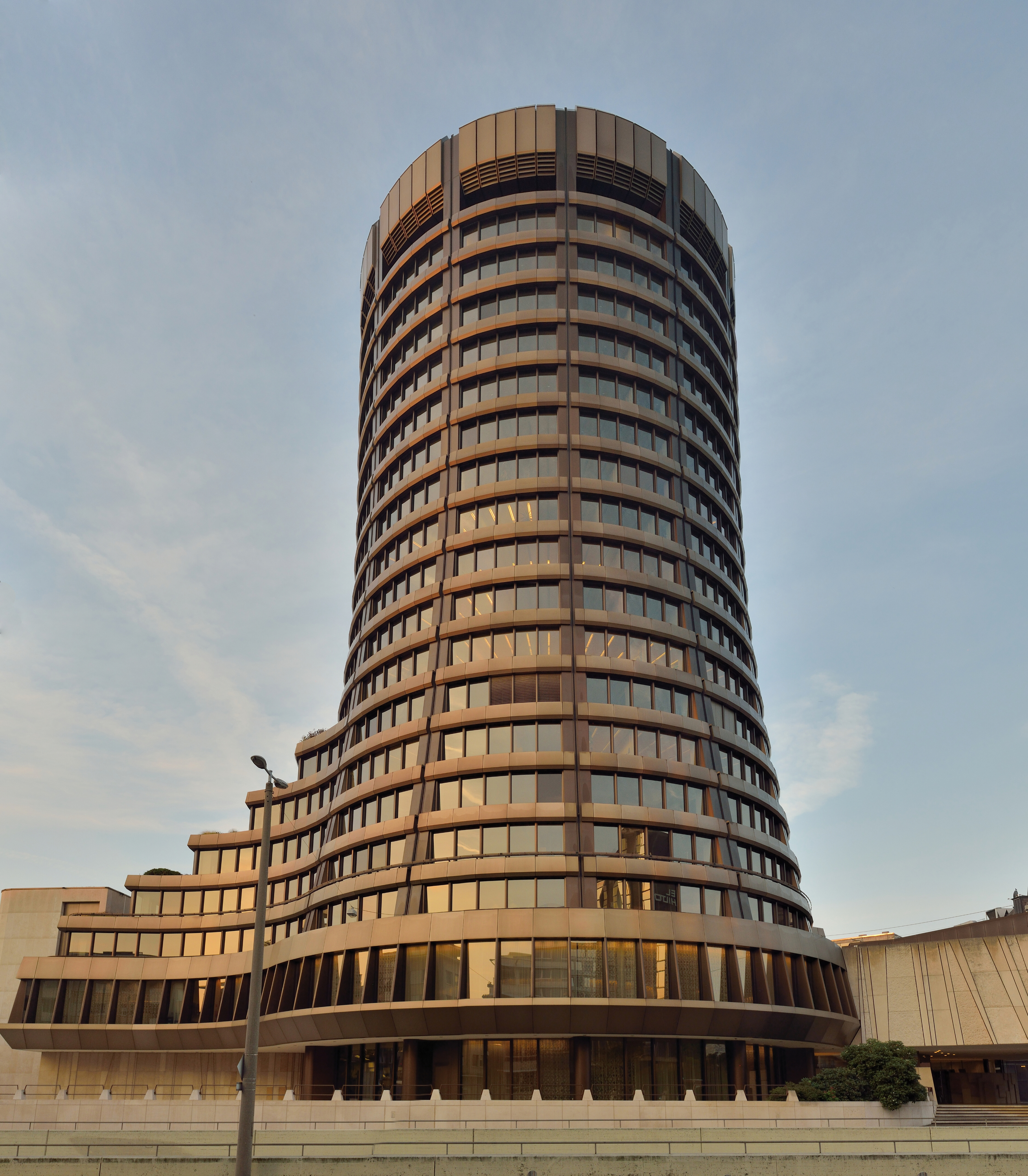
Blick von Nordosten, der stark befahrenen Nauenstrasse

Das Bauvolumen umfasst 174'000 Kubikmeter, davon liegt knapp die Hälfte unterirdisch. Da das Hochhaus auf Rheinschotter gegründet ist, beträgt die Stärke der Fundamentplatte unter dem Turm 150 Zentimeter; am Rand des Kellergeschosses sind es noch 60 Zentimeter. In den unteren Geschossen dienen Stützen und Wände, die konsequent radial in 15- und 30-Grad-Abschnitten kreisförmig gesetzt sind, als inneres Trageelement. Die Decken aus Stahlbeton übernehmen neben der Eigenlast auch die Nutz- und Windlast und übertragen diese Kräfte auf den Kern. Neben den Aufzügen sind im Versorgungskern auch die Abluftkanäle untergebracht. Sie verlaufen hälftig nach unten und oben in die beiden Zentralen. Daneben befinden sich im Kern auch die Sanitärinstallationen und Teile der Elektrokanäle. Die Aussenstützungsbereiche bringen Zugluft und Kühlwasser zu den Brüstungsaggregaten. Die bodennahen Geschosse führen zusätzlich Aussentreppenhäuser, die ihrerseits die Versteifungslast auf die Fundamente abgeben.
Im Bereich des Haupteingangs befindet sich das grosse Auditorium mit 280 Plätzen, welches mit einer Granitfassade verkleidet ist. Das Pultdach ist zum Turm hin geneigt. Dieser auskragende Sockelbau hat auf dem Dach eine Befestigungsmöglichkeit für Flaggen, die bei offiziellen Anlässen für Beflaggung genutzt wird. Auf dem Vorplatz vor dem Sockelbau befindet sich ein Wasserbecken mit kleinem Springbrunnen. Die Umrandung des Wasserbeckens entspricht dem für den Sockelbau verwendeten Granitstein.

### Umgebungsgestaltung und Bepflanzung

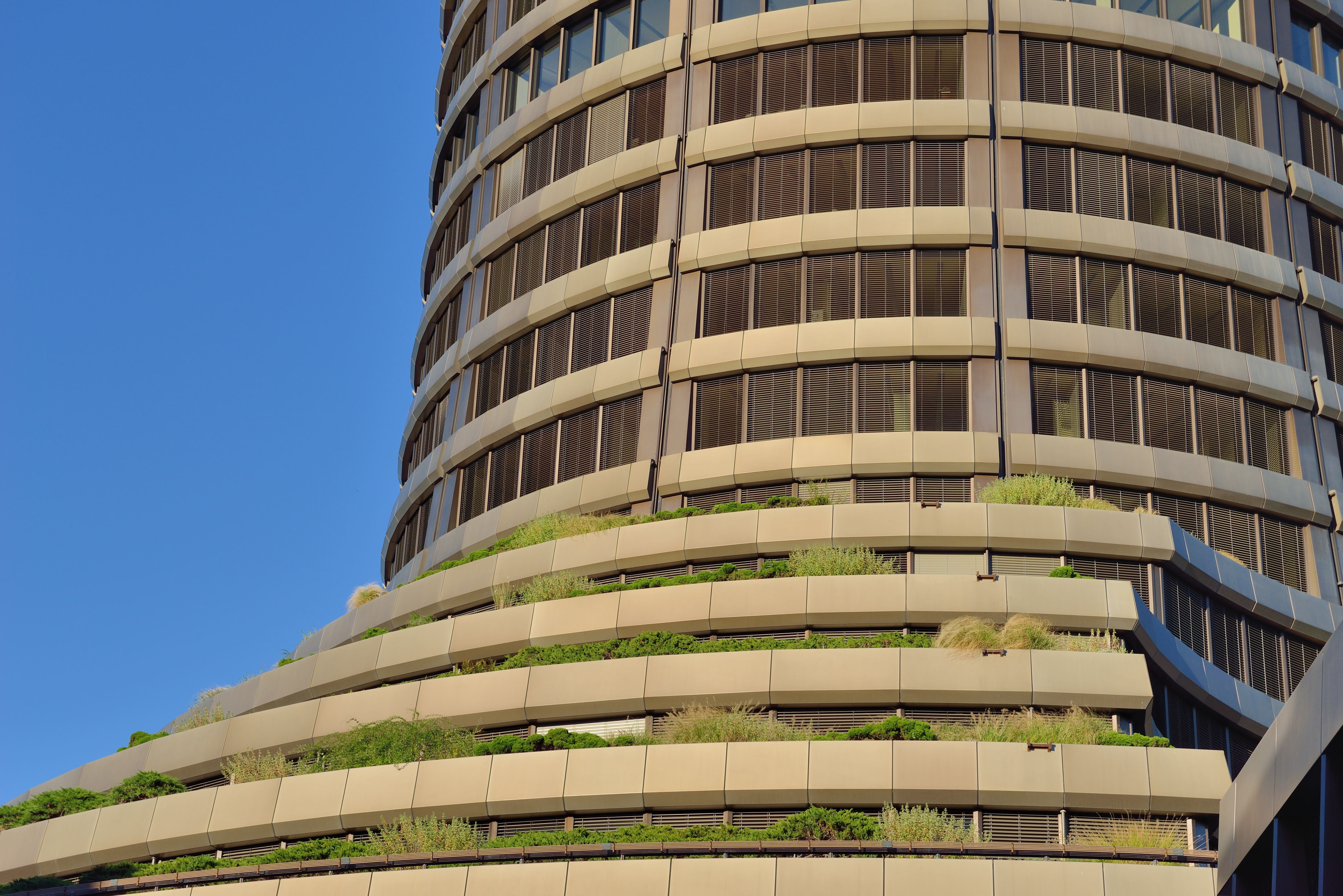
Terrassenbepflanzung, Sicht von der Heumattstrasse

Der BIZ-Turm wird von diesem weitläufigen Sockelbau umgeben, dessen Dach auch teilweise mit reich bepflanzten Terrassengärten begrünt ist und bis zum siebten Obergeschoss reicht. Diese «zerfliessende» Basis der abgetreppten Terrassen nach Südosten und Südwesten stellen einen gestalterischen Kompromiss dar. Der freistehende Hochhausturm soll die Umgebung einbinden und hat – entgegen gängigen Turmbauwerken – eine eigene Vorder- und Rückseite. Zur Nauenstrasse hin erscheint der BIZ-Turm repräsentativ und stellt einen Gegenpol zur stark befahrenen Strasse her. Zur Heumattstrasse und Gartenstrasse existiert ein heterogenes Gemisch aus traditionellem Häusergeviert, Parkhaus und Postareal. Zu dieser Seite möchte die begrünte Rückseite eine Annäherung herstellen. Für die Gärten auf den Terrassen und den Innenhöfen wurden robuste Bodendecker und Stauden, darunter Rhododendrensträucher, verwendet. Die Bepflanzung soll den erforderlichen Kontrast zur massiven Turmarchitektur ergeben und damit eine ruhige, zurückhaltende Atmosphäre vermitteln.

### Innenarchitektur
Da aufgrund von strengen Sicherheitsvorschriften selbst Pressevertretern kaum Zugang gewährt wird, sind meist nur historische Bilder und Beschreibungen zur Innenausstattung bekannt. Betrachtet man das Bauwerk im kreisrunden Grundriss, so befindet sich mittig der Versorgungsschacht, in dem Toiletten und Fahrstühle untergebracht sind. Konzentrisch um diesen Versorgungskern verläuft ein Gang, der zu den kreissegmentförmigen Büroräumen führt. Die geometrisch so geschnittenen Räume sind mit Teppichen bezogen, und die Möblierung entspricht einer exklusiven Lounge-Atmosphäre, die aus der Zeit übernommen wurde, als das BIZ seinen Sitz im Grand Hotel hatte. Die Anordnung der üppig gepolsterten Lederfauteuils ermöglicht Diskretion und Ruhe. Auf diese Gestaltung soll das BIZ besonderen Wert gelegt haben, so J. M. Andreoli, der Ende der 1970er Jahre Abteilungsleiter bei der BIZ war.
Ferner sind wegen des besonderen Charakters des BIZ-Turms im Inneren keine Grossraumbüros umgesetzt worden. Die meisten Arbeitsräume sind als Einzelplatzbüros realisiert. Halbmobile Gipswände bieten zudem eine gute Schallisolation.
Das Erdgeschoss mit Haupteingang umfasst auch ein Personalrestaurant. Das erste Stockwerk beherbergt das grosse Foyer mit dem Auditorium und vier weiteren Sitzungs- und Konferenzsälen sowie Simultandolmetscheranlagen für mehrere Sprachen. 16 Stockwerke sind für Büroräumlichkeiten vorgesehen; im 18. Stockwerk ist ein Speisesaal integriert, der den Sitzungen des Verwaltungsrates, sowie beim Empfang von Zentralbankpräsidenten dient. Im 19. Geschoss ist mit der Klimazentrale und dem Liftmotorenraum ein Teil der Haustechnik untergebracht.

## Rezeption
Als zeittypischer Bau der 1970er Jahre prägt der BIZ-Turm die Stadtsilhouette. Da es mit Ausnahme des Messeturms und des 2015 fertiggestellten Roche-Turms in Basel keine Hochhäuser über 100 Meter gibt, fällt die markante Form des BIZ-Turms von vielen Seiten der Stadt auf. Die lokale Presse in Basel nahm den Turm durchweg positiv auf. Der Bau wurde bereits zum Errichtungszeitpunkt als neues Wahrzeichen betitelt. Im Artikel einer Sonderbeilage der Basler Zeitung sprach diese von einer «zweifelsohne eindrucksvollen Neuschöpfung» und einer feingeführten Formensprache durch die konkave Linienführung. Die Absichten der Gestaltung hielten auch internationalen Vergleichen stand. Die Grundidee der «vegetativen Baukunst» seien in der Wahl des Materials, ihrer Beschaffenheit und Farbe harmonisch umgesetzt worden. Das Bauwerk bilde eine ruhige, zurückhaltende Atmosphäre. Das Magazin Architektur & Technik urteilte in einer Retrospektive 2003, dass der Standort nahe dem Bahnhof SBB gut gewählt sei, da von ihm wichtige Impulse ausgingen. Rund um die Gleisanlage des Bahnhofs entstanden eine Reihe von Bauwerken mit städtebaulicher Bedeutung, wie beispielsweise das Peter Merian Haus, welche das Quartier deutlich aufgewertet haben.

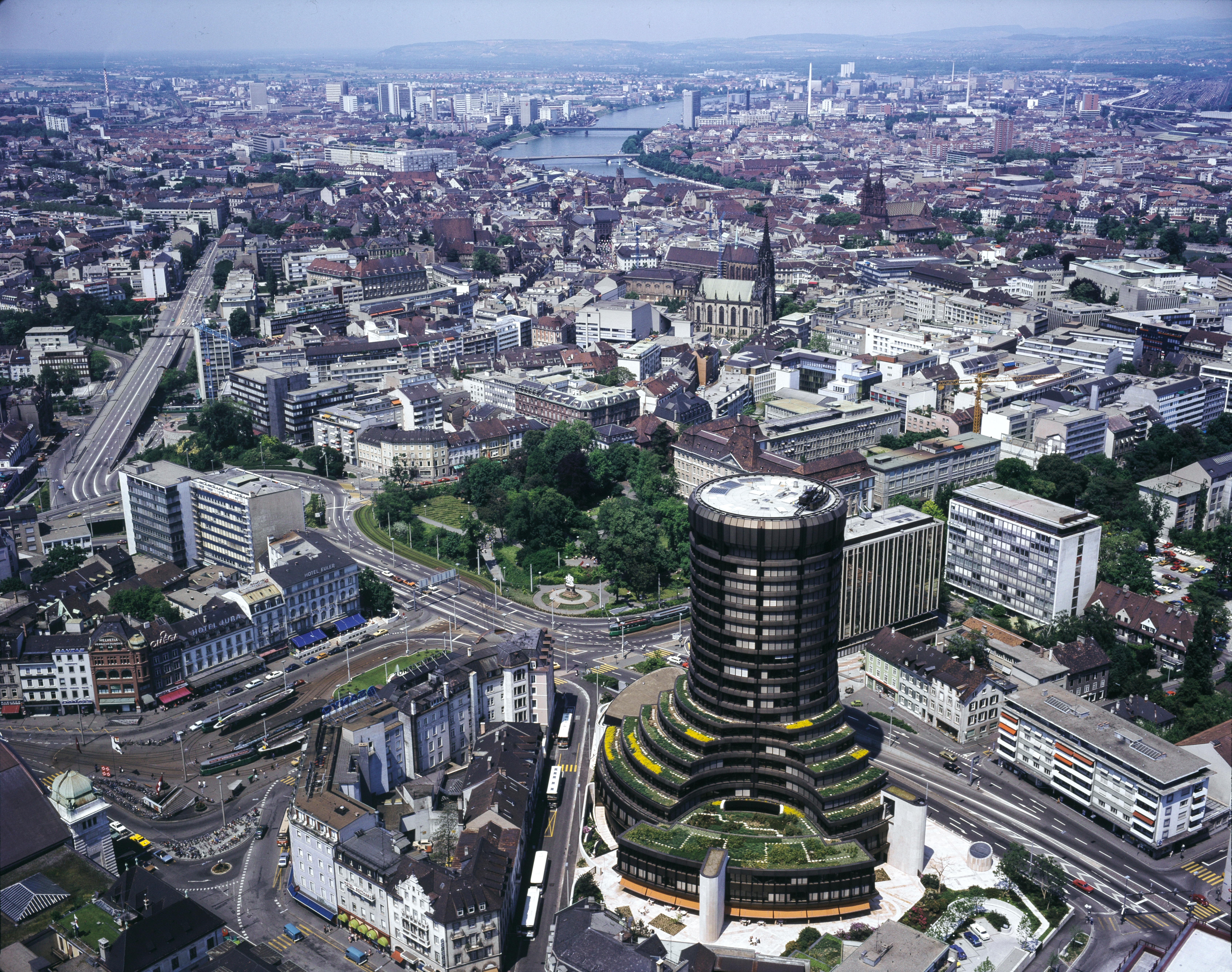
BIZ-Turm mit Altstadt und Rheinknie

Eine unmittelbare bauliche Beeinflussung des BIZ-Turms gab es auf das gegenüber gelegene, 1975 eröffnete Hotel Hilton, das 2015 stillgelegt und 2016 abgerissen wurde. Die Farbgebung des Hotels wurde nach direkter Absprache mit dem Architekturbüro Burckhardt und Partner übernommen. Auch andere Neubauten in den 1970er Jahren, wie beispielsweise der Neubau der Generaldirektion des Schweizerischen Bankvereins (heute UBS-Gebäude) am Aeschenplatz, wählten für die Fassadengestaltung dieselben Baumaterialien wie das BIZ.
In kritischer Berichterstattung zur globalen Finanzwelt, die massgeblich auch durch die Bank für Internationalen Zahlungsausgleich mitgestaltet wird, wird häufig auch der BIZ-Turm gezeigt und als «Turm zu Basel» bzw. seine Erbauung als «Turmbau zu Basel» beschrieben. Dabei soll die Assoziation zum Turmbau zu Babel als Sinnbild für die Hybris und Machtstreben der Finanzwelt geweckt werden. Dieses Sinnbild leitet sich jedoch in erster Linie von der internationalen Finanzinstitution und ihrer Rolle und weniger vom Bauwerk selbst ab.